# Шевченко (Єнакієвська міська громада)
Шевче́нко — село Єнакієвської міської громади Горлівського району Донецької області, Україна. Населення становить 165 осіб. Відстань до Єнакієвого становить близько 13 км і проходить автошляхом місцевого значення.

## Населення
За даними перепису 2001 року населення села становило 165 осіб, із них 3,64% зазначили рідною мову українську, 96,36% — російську.